# San Piero (ciruela)
San Piero es una variedad cultivar de ciruelo (Prunus domestica), de las denominadas ciruelas europeas.
Una variedad de ciruela muy antigua de parentales desconocidos, autóctona, muy reconocida en la región de Toscana Italia. Las frutas tienen un tamaño mediano a grande de forma ovalada, con la piel color rojo púrpura cuando está completamente maduro, con una ligera capa de pruina blanquecina, y pulpa de un color amarillento, textura medianamente firme a blanda, moderadamente jugoso, y con poco o ningún sabor, por lo cual se utiliza en preparaciones culinarias.

## Sinonimia
- "Prugna San Piero",
- "Susino San Piero".[2]

## Historia
'San Piero' variedad de ciruela antigua variedad autóctona de la zona Toscana, Florencia (Italia). Variedad incluida en el listado nacional de "Productos Agroalimentarios Tradicionales".
'San Piero' está cultivada en bancos de germoplasma de cultivos vivos tal como en National Fruit Collection (Colección Nacional de Fruta) de Reino Unido con el número de accesión: 1958-003 y Nombre Accesión : San Piero. Recibido por "The National Fruit Trials" (Probatorio Nacional de Fruta) procedente del vivero del « Centro di studio per il miglioramento delle piante da frutto e da orto di Firenze » (Centro de estudios para la mejora de plantas hortofrutícolas en Florencia) Florencia (Italia), para evaluar sus características en 1958.

## Características
'San Piero' es un árbol muy vigoroso y vital. Las ramas principales son de ángulo amplio. Es autofértil, la flor es medianamente grande y bien desarrollada. Es bastante tolerante a las heladas tardías durante la época de floración. Tiene un 10% de floración para el 16 de abril, para el 20 de abril 80% de floración y para el 30 de abril el 90% de caída de pétalos.
'San Piero' tiene una talla de tamaño medio a grande, de forma ovalada, y con un peso promedio de 31.33gr; epidermis tiene una piel moderadamente gruesa, firme, de color rojo púrpura cuando está completamente maduro, con una ligera capa de pruina blanquecina, con línea de sutura ligeramente pronunciada; pedúnculo de longitud promedio 8.92mm, fino; pulpa de color amarillento, textura medianamente firme a blanda, moderadamente jugoso, y con poco o ningún sabor.
Hueso semi adherido a no adherido, grande compacto, alargado, asimétrico curvado, con el surco dorsal muy ancho y profundo, los laterales más superficiales, zona ventral sobresaliente, superficie rugosa.
Su tiempo de maduración varía según la región y las condiciones climáticas, maduración mediana en la tercera decena del mes de julio. Las frutas son óptimas para procesamiento en compota.

## Usos
La temporada de maduración es mediana. Los frutos de poco sabor tienen una excelente calidad destinada a la elaboración de compotas.